# Phyllanthus flexuosus
Phyllanthus flexuosus är en emblikaväxtart som först beskrevs av Philipp Franz von Siebold och Joseph Gerhard Zuccarini, och fick sitt nu gällande namn av Johannes Müller Argoviensis. Phyllanthus flexuosus ingår i släktet Phyllanthus och familjen emblikaväxter. Inga underarter finns listade i Catalogue of Life.